# آن ماري ألونزو
آن ماري ألونزو (بالإنجليزية: Anne-Marie Alonzo)‏ ‏ (1951 – 2005) كاتبة مسرحية وشاعرة وروائية وناقدة وناشرة كندية.
ولدت في الإسكندرية في مصر وهاجرت إلى كندا عندما كانت في سن الثانية عشرة. وتعرضت في عام 1966 لحادث سيارة، سبب لها الشلل وألجأها إلى كرسي متحرك.
حصلت على البكالوريوس في الآداب عام 1976، ودرجة الماجستير في الآداب عام 1978، وعلى درجة الدكتوراه في الدراسات الفرنسية عام 1986 من جامعة مونتريال.
نشرت عشرين كتابا منها دوواين شعرية، ورشحت لنيل عدة جوائز. شاركت في تأسيس مجلة Trois في عام 1989.